# Eugène Sue
Marie-Joseph Sue, bekend als Eugène Sue (Parijs, 26 januari 1804 – Annecy, 3 augustus 1857) was een Frans romanschrijver.

## Biografie

### Jeugd
Sue werd geboren te Parijs in een familie met een lange dokterstraditie. Zijn vader was een vooraanstaand dokter in Napoleons leger. Over zijn geboortedatum is verwarring ontstaan doordat Sue is geboren onder de Franse republikeinse kalender. Naar verluidt was Sues doopmeter niemand anders dan Joséphine de Beauharnais. Sue zette de familietraditie voort en begon zelf ook een dokterscarrière. Hij schreef zich als chirurg in bij de marine. In deze hoedanigheid bezocht hij Azië, Amerika en de Antillen. Hij was ook aanwezig bij de Slag bij Navarino, aan boord van het schip le Breslaw. Dit leven op zee leverde Sue de inspiratie voor zijn eerste romans: Kernock le pirate (1830), Atar-Gull (1831), La Salamandre (1832). Deze werken waren vrij succesvol en legden de grondslag voor de bekendheid van Eugène Sue.
De dood van Sues vader bezorgde hem op 26-jarige leeftijd ook een aanzienlijk fortuin. Hij werd daardoor snel een graag geziene persoon in de Parijse beau monde en had de reputatie een dandy te zijn. Hij was vanaf de oprichting in 1833 lid van de nogal snobistische Jockey Club.

### Succesvol schrijver
Sue schreef niet alleen maritieme romans, maar waagde zich ook met succes aan de historische roman, met werken zoals Latréaumont (1837), Jean Cavalier (1840), Le Marquis de Létorière (1840) en Le Commandeur de Malte (1841). Sue schreef daarnaast verscheidene zedenromans, waaronder Arthur, journal d’un inconnu (1838-1839), La Coucaratcha (1832-1834), Paula Monti ou l’hôtel Lambert (1842) en Mathilde, mémoires d’une jeune femme (1840-1841). Al deze werken droegen bij tot de toenemende bekendheid van de schrijver gedurende de jaren 30 en 40 van de 19e eeuw.
Sues grootste succes kwam er met Les Mystères de Paris (1842-1843), een werk dat als roman-feuilleton in afleveringen verscheen. Sue was beïnvloed door de socialistische ideeën van zijn tijd en toonde in Les Mystères het dagelijkse leven in Parijs van de onderste lagen van de bevolking. Hij beschreef de ellende en het verschrikkelijk harde leven in zijn roman en riep de leiders op om iets aan deze situatie te veranderen. Sue creëerde een werk dat zijn filosofie toonde en combineerde die met een aanklacht. De roman had een grote invloed op de lezers, die gechoqueerd waren door de waarheidsgetrouwe tekening van de misère in Parijs, een receptie waar Sue naar had gestreefd. Sue vervolgde zijn succes met de roman Le Juif errant (1844-1845). Dezelfde thematiek bracht Sue ook ter sprake in zijn volgende werken: Les Misères des Enfants trouvés en Les Mystères du Peuple (1849-1857). Dat laatste werk werd in 1856 door de censuur verboden; de Franse bisschoppen plaatsten het op de index.

### Politieke rol
Sue nam deel aan de Revolutie van 1848 en werd in 1850 verkozen als socialistisch volksvertegenwoordiger voor de Seine. Hij verzette zich tegen de staatsgreep van Napoleon III (1851) en ging in ballingschap naar Annecy in Savoye, destijds deel van het koninkrijk Sardinië. De ballingschap stimuleerde Sues literaire productiviteit, maar geen van zijn werken haalde het niveau van zijn vroegere werken. Sue verbleef te Annecy tot aan zijn dood in 1857.

## Literaire betekenis

### Sociale roman
Les Mystères de Paris (1842-1843) kan worden beschouwd als een hoogtepunt van de sociaal geëngageerde roman tijdens de Julimonarchie. Sue, zelf behorend tot de gegoede burgerij, was sterk beïnvloed door de nieuwe socialistische ideeën en stelde zich tot doel de ellende, de rechten en de verzuchtingen te tonen van de lagere klassen van de Franse hoofdstad. Hij toont als het ware de politieke en sociale strijd van de verdrukte klassen en schetst een episch maar meedogenloos portret van het dagelijkse leven, waarin goed en kwaad met elkaar de strijd aanbinden. Sues schrijfstijl bevindt zich op de kruising van Victor Hugo’s zin voor tegenstellingen en Émile Zola’s analytische en realistische stijl.
Het is de verdienste van Sue dat hij de socialistische en democratische ideeën van o. a. Charles Fourier en Pierre-Joseph Proudhon heeft kunnen populariseren.

### Roman-feuilleton
Sue publiceerde de meeste van zijn werken als "roman-feuilleton", dat wil zeggen in afleveringen in de krant. Zijn werk werd daardoor uitermate populair. Het volk verslond Sues verhalen. De verhalen waren zelfs zo populair dat Théophile Gautier opmerkte dat de zieken het einde van Les Mystères afwachtten om te sterven. Sue ontving zelfs honderden brieven van enthousiaste lezers.
Het succes van de "roman-feuilleton" had echter wel zijn gevolgen voor de inhoud van de werken. Omdat deze romans zich vooral richtten op populair succes, valt vooral het veel voorkomende gebruik van stereotypen op: de stad die ten prooi valt aan misdaad en ellende, de strijd van het goede tegen het kwade, etc. Die zwart-wittekening vindt men ook terug in het werk van Eugène Sue. Men treft dezelfde stereotypen in meer of mindere mate aan bij Victor Hugo (Les Misérables), Honoré de Balzac, de naturalistische schrijvers zoals Émile Zola en Guy de Maupassant en andere schrijvers van populaire romans zoals George Sand en Paul Féval.
De "roman-feuilleton" wordt ook gekarakteriseerd door zijn vele plotwendingen die bedoeld zijn de lezer in spanning te houden.

## Plagiaat van Sues werk
Zeven jaar na de publicatie van Les Mystères du peuple werden bepaalde aspecten van het werk geplagieerd door een Franse revolutionair, Maurice Joly, voor zijn pamflet gericht tegen Napoleon III, getiteld Dialogue aux enfers entre Machiavel et Montesquieu (Dialoog in de hel tussen Machiavelli en Montesquieu) uit 1864. Dit werd later door Herman Goedsche gebruikt voor Biarritz (1868), waarin Goedsche de jezuïtische samenzweerders verving door joden. Uiteindelijk werd dit materiaal rechtstreeks ingepast in de antisemitische hoax De Protocollen van de wijzen van Sion.

## Sue en zijn tijdgenoten
De "roman-feuilleton" van Sue kan worden beschouwd als een opeenvolging van scènes uit het dagelijkse leven, waarin bepaalde types met realistische precisie en wetenschappelijke zorg worden neergezet. Het ontbrak deze romans echter aan een zeker poëtische, kunstzinnige kant. Net daarom wenste Gustave Flaubert, de grote vertegenwoordiger van het realisme, niet met de groep schrijvers van dit soort romans vereenzelvigd worden. Flaubert was echter wel aan hen verwant door dezelfde koele, berekende, analytische manier van beschrijven.

## Invloed
- Sues werk Les Mystères de Paris inspireerde Victor Hugo voor diens werk Les Misérables. (1862)
- De Franse schrijver Léo Malet zou door Les Mystères de Paris geïnspireerd worden tot het schrijven van Les Nouveaux Mystères de Paris, een serie politieromans die verscheen tussen 1954 en 1959.
- Zowel Fjodor Dostojevski als Multatuli liet zich inspireren door het werk van Eugène Sue.
- In Nederland publiceerde Johan de Vries onder het pseudoniem L. van Eikenhorst zijn Sue-navolging De verborgenheden van Amsterdam (1844).

## Werk
- Kernock le pirate (1830)
- El Gitano (1830)
- Plick et Plock (1831)
- Atar-Gull (1831)
- La Salamandre (2 vol., 1832)
- La Coucaratcha (4 vol., 1832-1834)
- La Vigie de Koat-Vën (1833)
- Cécile ou une Femme heureuse (1835)
- Latréaumont (2 vol., 1837)
- Le Journal d’un Inconnu (1837-1838)
- Arthur, journal d’un inconnu (2vol., 1838-1839)
- Arabian Godolphin (1838)
- Kardiki (1839)
- Délaytar (2 vol., 1839)
- L’Art de plaire (1839)
- Le Marquis de Létorière (1840)
- L’Archiprêtre des Cévennes (1839-1840)
- La Belle Isabeau (1840)
- Jean Cavalier ou les Fanatiques des Cévennes (2 vol., 1840)
- Les Aventures d’Hercule Hardi ou la Guyane en 1792 (1840)
- Le Colonel de Surville, histoire du temps des empires (1840)
- Deux histoires (2 vol., 1840)
- Mathilde, mémoires d’une jeune femme (1840-1841)
- L’Aventurier ou la Barbe-bleue (1841-1842)
- Le Commandeur de Malte (1841)
- Thérèse Dunoyer (1842)
- Paula Monti ou l’hôtel Lambert (1842)
- Les Mystères de Paris (1842-1843). Vert.: De verborgenheden van Parijs. Uitgeverij H. Nijgh, Rotterdam, 1843-1844.
- Le Juif errant (1844-1845). Vert.: De wandelende Jood. Vertaald door J.J. Schwencke. Uitgeverij Blankwaardt & Schoonhoven, Rijswijk, 1927-1930.
- Martin l’enfant trouvé (1846-1847). Vert.: Martijn de vondeling of de gedenkschriften van een kamerdienaar. Uitgeverij E.M. Cohen, Arnhem, z.j.
- Les Sept Péchés capitaux (1847-1852)
- Les Mystères du peuple (1849-1857). Vert.: De verborgenheden des volks of geschiedenis van een arbeidersgeslacht door de eeuwen heen. 1897.
- Les enfants de l’amour (1850)
- La Bonne Aventure (1850-1851)
- Le Tousse-Diable (1851)
- L’Amiral Levacher (2 vol., 1852)
- Miss Mary ou l’Institutrice (1851)
- Ferdinand Duplessis ou les Mémoires d’un mari (1851-1853)
- Gilbert et Gilberte (1851-1853)
- La Marquise Cornélia d’Alfi (1852-1853)
- La Famille Jouffroi – Mémoire d’une jeune fille (1853-1854)
- Le Diable médecin (1854-1856)
- Les Fils de famille (1856)
- Les Secrets de l’oreiller (1858)